# Insight Technology
La Insight Technology, Inc. è un'azienda statunitense che produce accessori per armi da fuoco.

## Prodotti

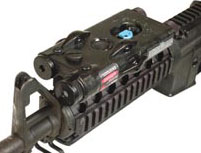
Mirino AN/PEQ-2

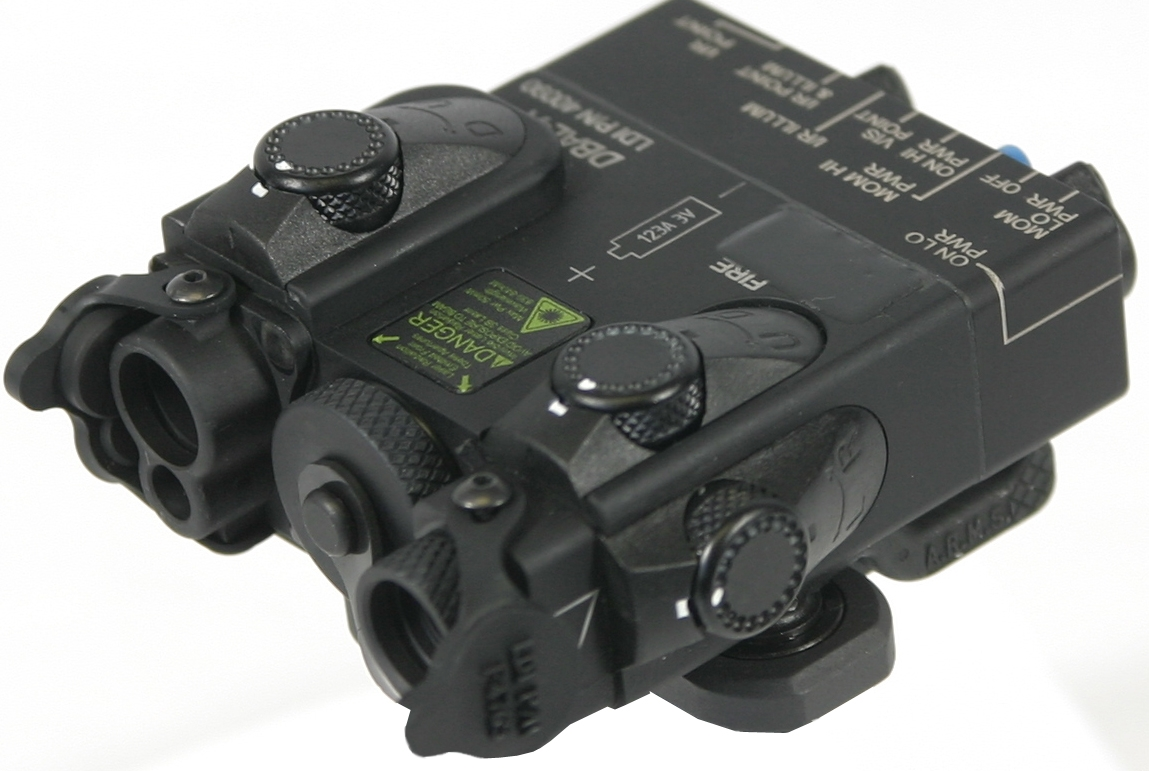
AN/PEQ-15

Tra i principali prodotti vi è il mirino laser AN/PEQ-2, che grazie alla sua affidabilità è stato inserito nel kit SOPMOD.
Inoltre l'azienda produce torce tattiche, mirini civili e militari, tra cui l'AN/PEQ-5 e l'AN/PEQ-6. La Insight Technology produce infine accessori militari quali visori tattici applicabili all'elmetto, con smart camera e sistemi di riconoscimento dei contorni.